# Virididentex acromegalus
Virididentex acromegalus és un peix teleosti de la família dels espàrids i de l'ordre dels perciformes.

## Particularitats
Virididentex acromegalus és l'única espècie del gènere Virididentex.
Pot arribar als 52 cm de llargària total.
Es troba a les costes de Cap Verd.